# 川崎洋介
川崎 洋介（かわさき　ようすけ、1977年  - ）は、アメリカ、ニューヨーク出身のヴァイオリニスト。父はヴァイオリニストの川崎雅夫。

## 経歴
父である川崎雅夫の手ほどきを受け、6歳からヴァイオリンをはじめた。10歳で予科に入学を認められたジュリアード音楽院で、ドロシー・ディレイ、ジョエル･スミルノフらに師事し、1998年に卒業。
1999年から2001年までモンゴメリー交響楽団のコンサートマスター、大阪センチュリー交響楽団の首席客演コンサートマスターをつとめていた。サイトウ・キネン・オーケストラ、水戸室内管弦楽団のメンバーでもあり、現在カナダのオタワ・ナショナル・アーツ・センター管弦楽団のコンサートマスターを務める。2024年からNHK交響楽団ゲスト・コンサートマスター。また、ソリスト、室内楽奏者としてゲイリー・グラフマン、カール・ライスター、竹澤恭子らと共演している。
また、2004年にイ・ムジチ合奏団のコンサートマスター、フェデリコ・アゴスティーニや、アカデミカ四重奏団のジェイムズ･クライツ、東京クヮルテット創設メンバーの原田禎夫とともにアミーチ・クァルテットという弦楽四重奏団を結成した。アミーチ弦楽四重奏団やトリオ・プラスとして、世界中で室内楽講習会を行っている。また、小澤国際室内楽アカデミー奥志賀、アフィニス夏の音楽祭等で後進の指導にもあたっている。